# Alex da Kid
Alex da Kid, właśc. Alexander Grant (ur. 27 sierpnia 1983) – brytyjski producent muzyczny.

## Produkcje
| Artysta                       | Tytuł                            | Album                                       | Rok  |
| ----------------------------- | -------------------------------- | ------------------------------------------- | ---- |
| Kardinal Offishall            | „Going in”                       | Not 4 Sale                                  | 2008 |
| Michelle Williams             | „Hello Heartbreak”               | Unexpected                                  | 2008 |
| Alesha Dixon                  | „All Out of Tune”                | The Alesha Show                             | 2009 |
| B.o.B                         | „Airplanes”                      | B.o.B Presents: The Adventures of Bobby Ray | 2010 |
| B.o.B                         | „Airplanes, Part II”             | B.o.B Presents: The Adventures of Bobby Ray | 2010 |
| Diddy-Dirty Money             | „Coming Home”                    | Last Train to Paris                         | 2010 |
| Eminem                        | „Love the Way You Lie”           | Recovery                                    | 2010 |
| Nicki Minaj                   | „Massive Attack”                 | –                                           | 2010 |
| Rihanna                       | „Love the Way You Lie (Part II)” | Loud                                        | 2010 |
| T.I. feat. Christina Aguilera | „Castle Walls”                   | No Mercy                                    | 2010 |
| Dr. Dre                       | „I Need a Doctor”                | Detox                                       | 2011 |
| Lupe Fiasco                   | „Words I Never Said”             | Lasers                                      | 2011 |
| Reeve Carney                  | „Rise Above”                     | Spider-Man: Turn Off the Dark               | 2011 |
| Rihanna                       | „Farewell”                       | Talk That Talk                              | 2011 |
| Cheryl                        | „Under the Sun”                  | A Million Lights                            | 2012 |
| Imagine Dragons               | „Demons”                         | Continued Silence                           | 2012 |
| Imagine Dragons               | „It’s Time”                      | Continued Silence                           | 2012 |
| Imagine Dragons               | „My Fault”                       | Continued Silence                           | 2012 |
| Imagine Dragons               | „On Top of the World”            | Continued Silence                           | 2012 |
| Imagine Dragons               | „Radioactive”                    | Continued Silence                           | 2012 |
| Imagine Dragons               | „Round and Round”                | Continued Silence                           | 2012 |
| Nicki Minaj                   | „Beautiful Sinner”               | Pink Friday: Roman Reloaded                 | 2012 |
| Christina Aguilera            | „Lotus Intro”                    | Lotus                                       | 2012 |
| Christina Aguilera            | „Make the World Move”            | Lotus                                       | 2012 |
| Christina Aguilera            | „Cease Fire”                     | Lotus                                       | 2012 |
| Christina Aguilera            | „Circles”                        | Lotus                                       | 2012 |
| Christina Aguilera            | „Best of Me”                     | Lotus                                       | 2012 |
| Christina Aguilera            | „Light Up the Sky”               | Lotus                                       | 2012 |
| Christina Aguilera            | „Shut Up”                        | Lotus                                       | 2012 |